# Geometry Wars
Geometry Wars est une série de jeux vidéo créée par Bizarre Creations et éditée par Microsoft Game Studios, débutée en novembre 2003. Chaque titre de la série est un shoot them up multidirectionnel de type manic shooter au style graphique géométrique.
Geometry Wars est à l'origine un mini-jeu intégré à Project Gotham Racing 2. Une version complète est publiée sur Xbox Live Arcade sous le nom de Geometry Wars: Retro Evolved en novembre 2005, où il connaît un immense succès. Le jeu est adapté sur téléphone mobile en 2006 et porté sur Windows XP et Vista en 2007. 
Une version Wii et Nintendo DS est publiée en novembre 2007 sous le nom de Geometry Wars: Galaxies.
Geometry Wars: Retro Evolved 2 est publié sur Xbox Live Arcade en juillet 2008

## Système de jeu
Geometry Wars est un shoot them up multidirectionnel de type manic shooter. Le joueur dirige un vaisseau spatial au sein d’une arène, alors que des ennemis arrivent par vagues successives de plus en plus importantes. Chaque contact avec un ennemi est sanctionné par la perte d’une vie. Le but est de survivre le plus longtemps possible tout en marquant un maximum de points. Le joueur peut déplacer son vaisseau dans toutes les directions, mais contrôle la direction du tir indépendamment. Il dispose d’un nombre limité de bombes, détruisant tous les ennemis présents sur la carte à la détonation. Des bombes et des vies supplémentaires sont accordées au joueur lorsque son score atteint certains paliers.

## Épisodes

### Geometry Wars
Geometry Wars est l’œuvre de Stephen Cakebread, un développeur chevronné de Bizarre Creations. Lors du développement de Project Gotham Racing 2, Cakebread élabore des méthodes pour gérer le stick analogique de la manette de jeu, et conçoit le jeu comme un banc d’essai pour son nouveau code,.
Cette démo suscite un vif intérêt au sein du studio, et ses collègues enjoignent Cakebread à développer un mini-jeu complet. Bien que le développement de Project Gotham Racing 2 soit quasiment terminé, Cakebread dispose de peu de temps et ne souhaite pas se préoccuper des textures. Il retient alors un style graphique simple, à tel point que le jeu entier tient en un seul fichier écrit en langage C. Le mini-jeu est intégré à Project Gotham Racing 2, qui sort sur Xbox le 17 novembre 2003 aux États-Unis,.
Il est accessible dans le garage virtuel du jeu, en s’approchant d’une borne d’arcade. Geometry Wars est également intégré à sa propre suite, Geometry Wars: Retro Evolved.

### Geometry Wars: Retro Evolved
Geometry Wars:Retro Evolved est un jeu d'arcade disponible sur Steam et sur Xbox Live et est le premier opus de la série. Il propose le mode de jeu de Geometry Wars avec des graphismes et des contrôles réadaptés pour les plates-formes disponibles.

### Geometry Wars: Waves
Geometry Wars: Waves est un mini-jeu intégré à Project Gotham Racing 4, sorti sur Xbox 360 le 2 octobre 2007

### Geometry Wars: Galaxies
Sortie en octobre 2007, Geometry Wars: Galaxies est une version revue uniquement pour les plates-formes Nintendo développées par la société Kuju Entertainment. Celles-ci comprennent des fonctionnalités supplémentaires aux autres versions : 
- Des nouveaux contrôles spécialisés optimisés
- Une campagne solo : plusieurs systèmes solaires disponibles (plus de 60 cartes différentes)
- Mode multi-joueurs : trois modes multi-joueurs. Le premier en mode coopératif avec deux joueurs, et deux mode combat jouable par Internet : un mode simultané et un mode versus.
- Des contenus exclusifs obtenus en liant la DS avec la Wii par le Wi-Fi.
- De nouveaux ennemis avec de nouveaux systèmes de jeu.

### Geometry Wars: Retro Evolved 2
Geometry Wars: Retro Evolved 2 est sorti le 30 juillet 2008 sur Xbox Live Arcade. Le principe de base est le même que pour le premier épisode, néanmoins, des nouveautés sont apparues.
Notamment, la refonte du système de multiplicateur de score : à chaque fois qu'un ennemi est abattu, il libère un nombre déterminé de gemmes de multiplicateurs, qui sont de tout petits losanges verts : le joueur doit passer dessus afin d'augmenter son coefficient multiplicateur pour augmenter son score.
Mais surtout Geometry Wars Retro Evolved 2 voit apparaitre le mode multijoueur, jouable sur les 6 modes de jeu, en "coopération" (un score pour tous les joueurs) ou en "bataille" un score pour chaque joueur. À l'exception du mode Pacifisme, deux joueurs peuvent s'occuper d'un même personnage : à ce moment-là, l'un tire et l'autre se déplace.
Ce jeu possède 6 modes de jeu différents : 
- Limite : Le joueur dispose de vies illimitées, mais n'a que 3 minutes pour essayer de battre son meilleur score. L'objectif est donc de mourir le moins souvent possible, afin de gagner de précieuses secondes.
- Roi : Le personnage n'a le droit de tirer que dans des "zones" qui sont des cercles (il y en a toujours 3), et les ennemis ne peuvent pas rentrer dans ces zones. Néanmoins, au bout d'un certain temps, ces zones se rétrécissent jusqu'à disparaitre. Le joueur n'a qu'une vie.
- Évolué : C'est le mode qui était déjà dans le premier épisode, à savoir une durée illimité mais un nombre limité de vies.
- Pacifisme : le joueur ne peut pas tirer dans ce mode et doit passer dans des portails (dont les extrémités sont mortelles) pour tuer les ennemis dans un rayon proche. Le joueur n'a qu'une vie.
- Vagues : Des vagues de triangles orange apparaissent progressivement et le joueur ne dispose que d'une vie. L'objectif est d'éliminer entièrement une vague avant qu'une nouvelle vague arrive.
- Séquence : Le joueur doit venir à bout de 20 tableaux, de plus en plus compliqués. Le joueur dispose au départ de 3 vie et de 3 bombes.